# 陈德明 (1969年)
陈德明（1969年4月—），男，汉族，中共党员，吉林省松原市人，中华人民共和国政治人物。

## 生平
陈德明早年在延边农学院农机系农业机械化专业就读，期间加入中国共产党，1994年7月毕业后参加工作，被分配到松原市扶余区党政机关任职，后担任中共乾安县委常委、宣传部部长、组织部部长，中共乾安县委副书记，松原市国土资源局副局长、局长等职务。
2016年5月，他来到松原市下辖的长岭县，任该县党委书记。2020年，他升任中共松原市委常委，并继续兼任中共长岭县委书记。期间，因为表现优异，於2021年6月獲中共中央組織部授予「全國優秀縣委書記」稱號；同年10月，陈德明离开松原，出任中共四平市委副书记、政法委书记。2023年2月，陈德明接替已经出任中共吉林市委书记的胡斌，出任四平市人民政府市长。